# Флепс, Артур
А́ртур Ма́ртин Флепс (нем. Artur Martin Phleps; род. 29 ноября 1881 года; Биртхельм, ныне Биертан, Трансильвания; † 21 сентября 1944 года, севернее Арада, Трансильвания) — обергруппенфюрер СС и генерал войск СС. Ранее — подполковник армии Австро-Венгрии, генерал-лейтенант армии Румынии.

## Биография

### Семья
Родился в семье фольксдойче — немцев, иммигрировавших из Силезии (тогда входившей в состав Германии) в Австро-Венгрию и поселившихся в Трансильвании. Его отец был окружным и коммунальным врачом в Биртхельме, брат Герман (1876—1964) — профессором археологии и древней истории.
Получил образование в реальном училище в Германштадте (ныне Сибиу).

### Служба в армии Австро-Венгрии
С 1896 года учился в пехотной кадетской школе в Пресбурге (ныне Братислава), которое окончил в 1900 году с отличием. 18 августа 1900 года принял присягу (эта церемония регулярно проходила в день рождения императора Франца Иосифа) и поступил на службу в 3-й тирольский егерский полк. С 1901 года — лейтенант. В 1902—1905 годах служил в 11-м венгерском егерском батальоне. В 1905—1907 годах учился в Военной академии в Вене, которую успешно закончил и был произведён в обер-лейтенанты. Служил в 11-м егерском батальоне, 1 мая 1908 года был зачислен в Генеральный штаб и назначен в 32-ю пехотную дивизию, расквартированную в Будапеште. Как и многие офицеры многонациональной Австро-Венгерской монархии знал несколько языков — немецкий, венгерский, румынский, итальянский, французский. Накануне Первой мировой войны был адъютантом генерал-губернатора Боснии и Герцеговины фельдмаршал-лейтенанта Оскара Потиорека.
Во время Первой мировой войны был штабным офицером в 32-й пехотной дивизии, армейской группе Рора, 10-й армии. С 1916 года являлся начальником штаба 72-й пехотной дивизии. Проходил службу на различных фронтах — в Галиции и Сербии, в северных Карпатах, в Трансильвании и на реке Изонцо (на итальянском фронте). С 1 ноября 1918 года — подполковник.

### Служба в румынской армии
После окончания войны родина Флепса — Трансильвания — вошла в состав Румынии. Флепс, ещё в ноябре 1918 года вступивший в состав антикоммунистического добровольческого корпуса, принял участие в боях против войск Венгерской Советской Республики, пытавшихся вернуть контроль над Трансильванией. Его инициативные действия способствовали успеху румынских войск. Несмотря на это, он предстал за проявленное своеволие перед румынским военным судом, но был полностью оправдан и в 1919 году вступил в ряды вооружённых сил Румынии.
- С 1919 — начальник штаба 16-й румынской дивизии.
- 15 мая 1923 был переведён в Генеральный штаб.
- С 1 апреля 1929 — командир 23-го кавалерийского полка каларашей.
- С 1 апреля 1930 — командир бригады, расквартированной в Констанце.
- С сентября 1930 — командир 1-й горнострелковой бригады (Синая).
- В 1935 — инспектор пополнений 5-го территориального командования.
- С 5 июня 1935 — командир 12-й пехотной дивизии (Южная Бессарабия).
- С 13 октября 1936 — командир 21-й пехотной дивизии (Южная Молдавия).
- С 1 ноября 1937 — командир горнострелкового корпуса, элитных войск румынской армии.
- С 1939 — генерал-лейтенант.

После несдержанного отзыва о румынском короле Флепс был вынужден покинуть действительную службу. 6 августа 1940 года был зачислен в резерв.

### Служба в СС
После нападения Германии на СССР Флепс обратился с просьбой о вступлении в ряды германских СС (получил № 401 214). Был принят с понижением в чине.
- С 30 июня 1941 — оберфюрер СС.
- С 30 ноября 1941 — бригадефюрер СС и генерал-майор войск СС.
- С 20 апреля 1942 — группенфюрер СС и генерал-лейтенант войск СС.
- С 21 июня 1943 — обергруппенфюрер СС и генерал войск СС.

Служил в штабе дивизии СС «Викинг», первоначально под материнской фамилией Штольц (Stolz). Уже в июле 1941 года принял командование над полком «Вестланд», а затем над «боевой группой Штольц» в составе дивизии «Викинг», отличился при форсировании немецкими войсками Днепра.
1 февраля 1942 года был назначен (уже под своей фамилией) командиром дивизии СС «Принц Ойген», сформированной в основном из фольксдойче из Хорватии, Сербии, Венгрии и Румынии (в том числе и его земляков из Трансильвании), руководил её формированием. Пользовался популярностью среди подчинённых, которые называли его «Папа Флепс». Дивизия под его командованием принимала активное участие в борьбе против югославских партизан, подвергая при этом жестоким репрессиям мирное население. 4 июля 1943 года за успешные антипартизанские действия Флепс был награждён Рыцарским Железным крестом и назначен командиром 5-го горнострелкового корпуса СС, которым оставался до конца жизни. В состав корпуса входили дивизия «Принц Ойген», 13-я горнострелковая дивизия СС «Ханджар», ряд частей вермахта.
После выхода из войны Италии Флепс руководил разоружением итальянского армейского корпуса. Основной его задачей как командира корпуса продолжала быть антипартизанская война. После того, как Румыния 23 августа 1944 года перешла на сторону СССР, Флепсу было поручено возглавить оборону против наступающей Красной Армии в Трансильвании и Банате и прикрывать отступление немецких войск. С 16 до 18 сентября 1944 года, одновременно, был высшим руководителем СС и полиции в Семиградье (Трансильвании).

### Гибель
В сентябре 1944 года, направляясь по служебным делам на автомобиле вместе с адъютантом и водителем в Арад, был взят в плен советскими войсками. Существует информация, что во время допроса начался налёт немецкой авиации, после чего Флепс был немедленно застрелен из-за опасения, что он попытается бежать. Был похоронен местными жителями. Немецкое военное руководство, не имея сведений о судьбе Флепса, заподозрило его в дезертирстве, поэтому рейхсфюрер СС Генрих Гиммлер даже отдал приказ о его аресте. Достоверные данные поступили лишь после того, как венгерская поисковая группа обнаружила его Рыцарский Железный крест и установила обстоятельства гибели.
Посмертно 21 ноября 1944 года он был награждён Дубовыми листьями к Рыцарскому Железному кресту. 13-й горнострелковый полк СС в составе дивизии «Принц Ойген» получил название «Артур Флепс».

## Награды
- Юбилейный военный крест. 1848—1908 (Австро-Венгрия, 1908).
- Памятный крест. 1912—1913 (Австро-Венгрия).
- Бронзовая медаль «За военные заслуги» на ленте креста «За военные заслуги» с мечами (Австро-Венгрия, 1914).
- Крест «За военные заслуги» 3-го класса с военными украшениями и мечами (Австро-Венгрия, 1915).
- Почётный знак «За заслуги перед Красным Крестом», крест 2-го класса с военными украшениями (Австро-Венгрия, 1915).
- Серебряная медаль «За военные заслуги» на ленте креста «За военные заслуги» с мечами (Австро-Венгрия, 1916)
- Железный крест 2-го класса (королевство Пруссия, 27 января 1917).
- Орден Железной короны 3-го класса с мечами (Австро-Венгрия, 1917).
- Офицерский крест ордена Франца Иосифа с мечами (Австро-Венгрия, 1918).
- Медаль за ранение (Австро-Венгрия).
- Офицерский крест ордена Звезды Румынии за военные заслуги с мечами (1920).
- Командорский крест ордена Короны Румынии (1927).
- Чехословацкий Военный крест (1928).
- Командорский крест ордена Звезды Румынии (1933).
- Орден Короны Югославии 2-го класса (1933).
- Орден «За военные заслуги» 2-й степени (Болгария, 1934).
- Большой крест ордена Короны Румынии (1939).
- Пряжка к Железному кресту 2-го класса (1941).
- Железный крест 1-го класса (1941).
- Восточная медаль (1942).
- Пехотный штурмовой знак в бронзе (1943).
- Рыцарский крест Железного креста (1943).
- Военный орден Железного трилистника 1-й степени (Хорватия).
- Германский крест в золоте (1944).
- Дубовые листья к Рыцарскому кресту Железного креста (1944, посмертно).